# Auguste Walras
Pour les articles homonymes, voir Walras.
Auguste Walras (1801-1866) est un professeur français et économiste amateur. Il est le père de Léon Walras, qui a été fortement influencé par ses idées. 
Auguste Walras persuada son fils d'abandonner ses aspirations littéraires pour poursuivre des études d'économie. C'est lui qui imagina en premier de mettre les concepts de rareté et d'utilité aux fondements de la valeur. Il encouragea aussi à utiliser les outils mathématiques, probablement sous l'inspiration d'un de ses anciens camarades de classe Augustin Cournot.

## Ouvrages principaux
- De la nature de la richesse et de l'origine de la valeur, 1831.
- Considérations sur la mesure de la valeur et sur la fonction de métaux précieux, 1836, Revue mensuelle d'économie politique.
- Théorie de la Richesse Sociale, 1849.
- Esquisse d'une Théorie de la Richesse, 1863

### Œuvres économiques complètesd’Auguste et Léon Walras
14 volumes édités par Pierre Dockès, Pierre-Henri Goutte, Claude Hébert, Claude Mouchot, Jean-Pierre Potier et Jean-Michel Servet, Paris : Economica, 1987-2005.
Auguste Walras :
- I-Richesse, liberté et société
- II-La vérité sociale
- III-Cours et pièces diverses
- IV-Correspondance

Léon Walras :
- V-L’économie politique et la justice
- VI-Les associations populaires coopératives
- VII-Mélanges d’économie politique et sociale
- VIII-Eléments d’économie politique pure ou Théorie de la richesse sociale
- IX-Etudes d’économie sociale : Théorie de la répartition de la richesse sociale
- X-Etudes d’économie politique appliquée : Théorie de la production de la richesse sociale
- XI-Théorie mathématique de la richesse sociale (et autres écrits d’économie pure)
- XII- Cours
- XIII-Œuvres diversesXIV-Tables et index